# 風夏
『風夏』（ふうか）は、瀬尾公治による日本の漫画。『週刊少年マガジン』（講談社）にて2014年11号から2018年18号まで連載された。

## 概要
瀬尾公治にとって4作目の『週刊少年マガジン』連載作品。
モデルの舞台は前作・前々作と同じく、東京都板橋区成増周辺。その他、『涼風』を彷彿させるシーンが随所に織り込まされており、前作同様過去作品のキャラクターが何らかの形で登場し、184話では『君のいる町』のキャラクターが主体となる「君のいるフェス」が掲載された。
前作『君のいる町』の最終回が掲載された2014年11号にて、連載を開始する。「前作の最終回と次作の第1話を同じ号に掲載する」という極めて異例の措置を取っている。『マガジンSPECIAL』の2014年No.5には番外編も掲載された（単行本第1巻に収録）。
設定協力としてミュージシャンの杉本善徳が関わっており、瀬尾によると「主に登場人物の使用機材」について相談しているという。
本作の特筆すべき点として「ヒロイン（秋月風夏）の死」が挙げられる。それに伴い従来のラブコメ路線だった作風も大きく変わり、中盤以降「人の死」を中心としたヒューマン漫画になっている。
週刊少年マガジン編集部の藤井誠によると、風夏は当初は何らかの形で記憶喪失になってしまう設定で話が進んでいたが、打ち合わせを進めて行くうちに交通事故で死亡する展開に決定したという。一方、作者の瀬尾は連載前の段階で風夏を殺す予定は全くなく、ライブ中に照明が落ちて頭に当たり記憶喪失になり優の歌で記憶が蘇る展開を考えていたが打ち合わせを進めていくうちに「先の展開が読めてしまう」と判断されたことから苦渋の決断として風夏を死亡という形で退場させざるを得なかったと語っており、優が風夏の死を乗り越えていく過程を描いていた時期が一番精神的にキツく怖かったと語っている。
2017年9月13日に発売された週刊少年マガジン41号では「Hな袋とじ番外編」とした袋とじが収録。これは同年発売の週刊少年マガジン31号で実施された「風夏 袋とじ総選挙」で募集した投票結果で1位になった女性キャラクターが主人公と性行為をするという内容になっている。瀬尾によると当初はコミックスに収録する予定は無いとTwitter上で呟いていたが、最終巻（20巻）と同時発売予定のテレビアニメ版BD＆DVD特典「妄想初体験」を纏めたコミックス『『風夏』〜 ヤっちゃう！？ヒロインとの妄想初体験 special edition〜』にも袋とじの内容と同時に新たに描き下ろしが収録される事が発表された。
週刊少年マガジン2018年第11号にて最終話まで残り7話である事が発表され、最終2話で2週連続「Hな袋とじ」が掲載される事や、完結記念として劇中に登場するBlue Wellsの楽曲「Wings of light」の無料配信をマガメガ公式内で行う事を発表、作詞は原作者の瀬尾、作曲・編曲にテレビアニメ版音楽プロデューサーのWEST GROUND、歌はテレビアニメ版で秋月風夏役を演じたLynnが担当する事も発表された。
次回作『ヒットマン』にも本作のキャラクターが登場しており、第45話から54話までは秋月風夏の死とBlue Wellsの結成から現在の活動までを漫画化を巡る話、第1話と第78話から93話までHEDGHOGSがストーリーの軸に絡む話がそれぞれ描かれている。
2018年4月時点で単行本の累計発行部数は220万部を突破している。

## あらすじ
プロローグ
6月から父母がアメリカへ行くことになり、姉妹の勤務先や通学のために東京の高校へ転校してきた榛名優は、転校先の高校で秋月風夏と出会う。また、幼馴染であった氷無小雪ともTwitterで連絡が来る。優の発言がきっかけでこれまでやりたい事が見つからなかった風夏は音楽をやる事を決意し、優、風夏、三笠でバンドを組むことになる。後で、那智と沙羅も加わることとなる。
その後、楽器を買うお金を得るため海の家でバイトをしている中、風夏と優は距離を縮める。
また、優達のバイト先の海の家でオーナーを務める矢矧伸明と、優たちの学校の教師である友美、後に加入する石見沙羅の兄で友美と海の家に遊びに来た寿を含めた3人がニコとたまを除く伝説のバンド『ヘッジホッグス』のメンバーであったことが発覚する。
その後、優の家の前で小雪と優が会っている写真を第三者に撮られ、Twitterで拡散されてしまい大炎上、学祭でのライブは大変なことになってしまう。
しかし、なんとか演奏が終わり、その後ブッキングライブにも呼ばれる。
突然の別れ
しかし事故で風夏が死んでしまい、優が精神的ショックを受けバンド活動もままならない状態になる。それを原因として、三笠は父の会社を継ぐ為ピアノをやめて父に従い、那智は東都大学に陸上で推薦入学が決定、沙羅は別のバンドに入る事になり一時はバンド解散寸前まで陥ってしまうが、風夏からの留守電メッセージを聞いた優は立ち直り、バンドを続けていくことを決意し、The fallen moon最後の曲として4人でオリジナル曲を完成させる。そして優の説得により三笠、那智、沙羅はバンドを続ける事を決意する。
そしてオリジナル曲は「Fair wind」と名付けられ、The fallen moonは再始動する事になった。
ある夜、優はギターでヘッジホッグスの「星の降る町」の弾き語りをする少女と出会う。2人で朝まで歌い、意気投合するが、別れ際に彼女が名乗った名に愕然とする。
「碧井風夏よ 〝風″に〝夏″って書いて風夏！」

## 登場人物

### 主要人物
榛名 優（はるな ゆう）
声 - 小林裕介、村中知（幼少期）
誕生日 - 2007年8月1日、身長 - 168cm、体重 - 55kg、血液型 - O型。
本作の主人公。初登場時は高校1年。いつもスマートフォンをいじり、Twitterを見ている。そのため、風夏に勘違いされることも多い。「無愛想」「ネット弁慶」と妹の知歳には言われる。風夏に会うまでは内気な性格だったが、バンドを始めるにつれ仲間をはじめ、人とコミュニケーションをとれるようになる。学園祭ライブでは数日前に小雪と会っていたことが第3者に写真を撮られTwitter上で拡散されたことから大炎上し、全国から小雪ファンの不良共が集まり、不良が投げたビール瓶が優のベースに直撃しネックが折れるアクシデントがあったものの、事態を重く見た小雪が謝罪、ベースも矢矧が所持していたニコのベースを貸し、風夏の圧倒的な歌唱力で周囲を黙らせ会場を盛り上げることに成功し事なきを得た。
ライブ終了後に小雪に告白されるも振ってしまい、風夏に告白し相思相愛になるも、11月20日、ライブハウスでの初ライブ当日に風夏が会場に来なかった代わりに急遽自身がボーカル兼ベースを担当することになり、マスターからも絶賛される一方、会場に向かっていた風夏が交通事故に遭い亡くなってしまう。大きなショックを受けた優は告別式当日に来るはずのない風夏を公園で待ち続け、葬式のみならずその後も学校にも登校することもなくベースもクローゼットに仕舞い込み、スマートフォンの電源を切ってしまうほど周囲に心を閉ざし絶望にくれていたが、ヘッジホッグス活動再開でベースを返して貰うために日本に帰国し、矢矧から事情を聞いていたニコから「その絶望を音楽にできないようでは駄目だ」と言われ精神的に追い詰められ、ベースも返却してしまう。ニコの言葉にショックを受けた優は再び自分の殻に閉じこもりネットの世界に依存しようとスマートフォンの電源を入れるが、そこに残されていた亡くなる直前の風夏の留守電に残された夢や目標を聞くことによりThe fallen moonを4人で再活動を決意するもニコからは「悲劇のヒーロー気取り」であると音楽やバンド活動に対する覚悟の足りなさを軽くあしらわれてしまい、激昂した優はその場でスマートフォンを破壊。優の覚悟を受け止めたニコはベースを渡し去っていった。
以後、スマートフォンの所持だけでなくツイッターの更新も一切しなくなり風夏の「5人で武道館のステージに立つ」目標や思いを心に刻みつつ、一度離れた三笠、那智、沙羅の3人を説得しThe fallen moonを再始動、この時点で最初のオリジナル曲「Fair Wind」を完成させる。ヘッジホッグスの再結成公演後に街で見掛けた碧井風夏との出会いや10代限定フェス『電光リベリオン』の予選に出場するも、審査委員長であり音楽プロデューサーの最上彰の主導でルバードが優勝する出来レースあることが発覚しラビッツと共に出場を棄権した。また、那智が高校を卒業した際に「先に卒業した先輩に負担をかけたくない」という理由から三笠、沙羅たちと共に高校を中退している。その後天谷早織の経営する事務所「TWINKLING STAR」と仮契約するも半年で1300人規模のキャパを動員しなければ一人1千万以上もの違約金を支払わなければならない悪条件を突きつけられ、同時に天谷からの指示で三笠、沙羅、那智の4人で2階建てで床が抜ける程のボロボロのシェアハウスに住むことになり、天谷の嫌味を含めた紹介で武道館の清掃員として碧井と共に働くこととなる。
先にメジャーデビューしたラビッツの武道館公演の前座が決定した際に初めて風夏の墓前で前座という形であれ武道館公演を行うことを報告、その際に風夏の母である秋月涼風と出会い、生前風夏の残した「for you」のデモCDを渡され、武道館では風夏の幻影と共に「for you」を初披露。ライブ後に熱中症で倒れ病院に運ばれ、病に伏せる中、夢の中で風夏と再会するも風夏から「いつまでも振り返ってたら躓いちゃうよ？しっかり前だけを見て歩いてね」とメッセージを残され互いに別れを告げた。こうした武道館前座公演や地道なライブハウスでの活動を経て知名度を上げ1300人規模のワンマンライブの動員にも成功する。
その後ヘッジホッグス主催の『SONIC BOOMフェス』でたまの発案による碧井とのコラボライブは青葉が彼女自身のツイッターアカウントでハッシュタグとヘッジホッグスの画像を巧みに利用して拡散したことから1万人近い動員を記録し反響を得た。その後は碧井を加入させる話になるも風夏の命日に墓参りする際に碧井の父が風夏を轢いた張本人であると涼風から真実を知らされたことでショックを受けるも、碧井とのライブが忘れられないことから実家の静岡に帰った碧井を説得。しかし、那智をはじめとするメンバーから反発を受けてしまいThe fallen moonを解散し、碧井を加えてBlue Wellsを結成する。しかし、バンド名を変えてしまったことで事務所がライブやレコーディングの経費、The fallen moon名義でのグッズが全てゴミになってしまったことで多額の借金を背負ってしまったために事務所移籍の話が出るが拒否し、自腹で5000枚のCDの販売を含めた4ヶ月に渡る日本全国一周ツアーを行う。
福岡の街フェスで風夏そっくりの葛城桜に出会い、仲良くなり心が揺れるが、自分が碧井に好きという気持ちを伝えたいという事に気づき、風夏と碧井の事を曲にしようとするが、碧井が桜の為に作った曲と勘違いしてしまい、その事により彼女とすれ違い、彼女がバンド脱退騒動を起こすまでの状況を作ってしまうがFUNBOOKのライブに乱入し彼女を連れ戻した後、新曲の「& you」を披露し、ライブを成功させる。なお、この曲で街フェスで人気投票一位は獲得できなかったが、青葉の行動により天谷の事務所の借金を完済する事となった。
ライブ後、あらためて碧井に告白し、碧井と付き合う事になった。
しかし、街フェスでの行動が原因で生駒から強い圧力をかけられバンドは一時活動休止、事態を重く見た優は生駒に謝罪しに行くも断られ帰りの途中で友美、ノブ、寿と再会し、たまが声帯を摘出した事を知る。この際にたまのそばにいたニコから未発表の楽曲を提供され帰宅後に一人でアレンジをしてメンバーに聴かせるも、楽曲の難易度が高く、それぞれの演奏技術や編曲のセンスに限界を感じたことで優と碧井以外のメンバーは武者修行として沙羅はイギリス、三笠は実家の富山にいる友美の下へ、那智はノブの後輩バンドのツアーサポートの為のローディーとして東京を離れ旅立った。
各メンバーの武者修行が終わり、再始動する際にライブ配信を行う為に再びスマートフォンを所持するも、生駒の妨害によりアカウントが削除され、その後も策を考える度に生駒の妨害に合い、自身と秋月風夏の誕生日に青葉の提案でソーシャルファンディングを通じてフェスを行う事を告知するも、ここでも生駒による妨害工作が行われてしまうが、過去に出会った様々な人達のサポートもありフェスを開催させる事となった。
歌唱力や声質が評される一方、最上や天谷、メンバーや関係者から見た目の華の無さを指摘され苦悩する姿もあり、The fallen moon時代にミニアルバムのアーティスト写真の撮影の際にもカメラマンから「ホントにこの子がボーカルですか？」と言われてしまうほどである。Blue Wellsの日本全国一周ツアーでは活動資金を調達するためにマネージャーの青葉の戦略で各メンバーの際どいプロマイドを製作、クジという形で販売するも優の写真だけ売れ残ったり会場で捨てられてしまう等憂き目に遭っている。
華の無さを指摘される一方、その繊細で優しい性格から風夏、小雪、沙羅、碧井、シェリーといった周囲の女性にモテていることから嫉妬の目を向けられることが多い。
作者曰く、2014年当時は本作の登場人物にモデルは優を含めて特にいないとのことだが、優がTwitterばかり見ている部分に限っては、作者自身がTwitterのリツイートを気にしている様子がモデルとなっていると語っていたが、2016年のインタビューで自身がモデルであると語っていた。
The fallen moon（ザ フォールン ムーン）の元ベース&ボーカル。現在はBlue Wellsのベース&ボーカルでバンドのメインソングライター。
使用楽器はSugi GuitarsのNB4。
少年マガジン内のコラボ作品（風夏・神様の言うとおり弐・リアルアカウント・エリアの騎士）にて、【リアルアカウント】に登場するマーブルが主人公の４人にバレンタイン企画を行った。もしチョコをもらえなかった場合、罰として１週間のオナニー回数を発表するという企画である。
その際、妹の千歳にチョコレートをお願いした（ほぼ勝手にマーブルに選ばれた）が「やだ、キモい。」と断られた。
その結果、１週間のオナニー回数を公言された。１週間に２４回もしているとのこと。
秋月 風夏（あきつき ふうか）
声 - Lynn
誕生日 - 2007年8月1日、身長 - 160cm、体重 - 44kg、血液型 - B型、3サイズ - B82/W57/H85。推定Fカップ
本作のヒロイン兼キーパーソン。高校1年。作者の前々作『涼風』の秋月大和と秋月（旧姓：朝比奈）涼風の長女。非常に明るく元気な少女。
携帯電話（スマートフォン）を「なんでも中途半端にわかるのはつまらない」という理由から持たず、いつもCDプレイヤーで音楽を聴いている。優に対し少し暴力的な面も見られるが、一方で優のことを気にする点も見られる。やりたい事が見つからず悩んでいたところを優に声質を褒められた事がきっかけで優と三笠を半ば強引に誘ってバンドを組むことを決める。
紆余曲折を経て優と両思いになるも11月20日、ライブハウスでの初ライブ当日に会場へ向かう途中で自らの不注意により、トラックにはねられて帰らぬ人となってしまう。
その歌唱力はヘッジホッグスの3人（友美、ノブ、寿）やシェリーからも絶賛される程であり、ノブからは「あのまま続いていれば伝説になっていた」と風夏の死を惜しんでいた。
死亡後は回想シーンやThe fallen moonの武道館でのライブで幻影として登場し、ライブ終了後に熱中症で倒れた優の夢の中に現れ、The fallen moonはもはや自分が作ったバンドではなく優たちのバンドであることや「いつまでも振り返ってたら躓いちゃうよ？しっかり前だけを見て歩いてね」とメッセージを残し別れを告げた。
武道館公演から約1年後、優と秋月風夏の誕生日に行われたBlue SummerではBlue Wellsのライブ中に再び幻影として参戦し、面識が無い筈のたまからは「バンドの女神」と称された。
「ヒットマン」では第45話より始まったBlue Wells編とコミックス第6巻の描き下ろし漫画にて僅かではあるが幽霊として登場している。
母親である涼風同様、料理が苦手でパプリカをハバネロと間違えたりゆで卵を電子レンジで作ってしまったこともある。
アニメ版
原作とは異なり、初ライブ当日に、トラックにはねられそうになったが、間一髪でトラックが避け、その後の初ライブで「for you」を披露し成功させる。その後、最上にスカウトされたことや小雪との関係が原因で一度はバンドを脱退するも優の熱心な説得（告白も含む）により復帰し、2度目のライブを成功させた後、相思相愛となった。
袋とじ版
アニメ版同様、生存ルートの話となっており、高校三年生となった受験生の優と、最上のプロデュースでプロのトップ歌手として活動していた風夏は、二人の誕生日に優の自宅に2階から勝手に上がりこみその場で性行為に及んだ後に事務所を辞めてしまった事を告白。そこで優から再びバンド活動を再開しないかと告白され、バンド活動を再開し始めたところで幕を閉じた。
碧井 風夏（あおい ふうか）
誕生日 - 2005年7月20日、身長 - 162cm、体重 - 46kg、血液型 - B型、3サイズ - B89/W58/H87。推定Fカップ
本作のもう1人のヒロイン。秋月風夏と同名の少女。年齢は優よりも2つ上。4歳の頃の病で母親を亡くし、それ以降は父親に育てられたことから男勝りで、思ったことをハッキリと口にするサバサバした性格に育っている。元は地元のメンバーとバンド「Other side of the wall」を組みボーカルを担当していたが、碧井以外は元々プロを目指す気がなかったことから電光リベリオンで最上に工作を行われ突破できなかった後はバンドは解散、天谷にスカウトされ半年でライブハウス50件達成するノルマを条件にソロとして活動を開始。優にとって当初は良き友でありライバルとして接していた。
秋月風夏とは事故で亡くなる1年前に出会ったことがあったが、その風夏を轢いたトラックを運転していた男性の娘であり、月命日には墓参りに訪れていた。秋月風夏がThe fallen moonのボーカリストであり優の恋人である事実を知った際には、自分がThe fallen moonに加入することで優の心に傷を付けてしまうのではと思い、音楽を辞めるために実家に帰ってしまう。しかし、その後優の熱心な説得により優達とバンド活動を行っていく決意を固める。
料理は得意であり、Blue Wells （ブルー ウェルズ）のメンバーにも絶賛されている。
天谷の紹介で共に武道館の清掃員として働き、ライブで何度も関わるうちに優には好意を抱き始めるも、優自身は同じ名であることから碧井にかつての恋人である秋月風夏と重ねてしまい悩み続けていたが相思相愛となる。しかし、福岡の街フェスのボランティアに参加してた秋月風夏に容姿が瓜二つの葛城桜が登場したことや、かつての友人であるFUNBOOKの不知火瞬からの誘いにより互いに心が揺れ動くことになり、バンドを脱退する騒動を引き起こした。
ライブ後、優に改めて告白され付き合う事になり、生駒の妨害工作によりバンドが一時休止に追い込まれ、メンバーそれぞれが武者修行に出てからは優と2人きりでシェアハウスに住んでおり、時折優に対して下心のある妄想を繰り広げたりスッポン料理を振舞ったこともあった。那智、三笠、沙羅がそれぞれ修行中の間、碧井は寿の下へギターを習いに行くも優の事が気になって寿の話を聞かない、途中で帰ってしまうこともあってか寿からは「集中力にムラのある子」と評されてしまう。
現在はBlue Wellsのギター&ボーカル。使用楽器はエピフォンのレスポール・スタンダードとかつて西辺が所有し、ニコから譲り受けたグレッチのホワイトファルコン。
作者曰く、外見のモデルと声のイメージは藍井エイル。
アニメ版では秋月風夏は死亡していないため未登場。
氷無 小雪（ひなし こゆき）
声 - 早見沙織
誕生日 - 2007年12月15日、身長 - 156cm、体重 - ヒミツ、血液型 - AB型、3サイズ - B80/W56/H83。推定Eカップ
売れっ子の歌手。小学生のころは優と仲が良く、優とは「たまちゃん」、「ニコ君」と呼び合っていたが、親の不仲により母親（声 - 櫻井浩美）に引き取られることとなり優には何も言えずに離れてしまうこととなった。その後、Twitterで優と知り合うこととなる。優に対してははっきり意見を言うことが多い。優のことが好きで、秋月風夏のことや売れる曲だけを作っていくことの限界を感じたとして、歌手を突然引退。しかし、ソロ時代のバンドメンバーのうち北上（G）大井（Ba）を引き抜きウサギの着ぐるみ姿の覆面バンド･ラビッツのボーカル「ユッキー」として復活する。ラビッツの武道館公演で急遽The fallen moonを前座として迎え、優をいちライバルとして厳しく接するも、その後はいつも通りに接している。ヘッジホッグス主催のフェスで共演。地方のライブハウスでBlue Wellsとの対バン後に宿泊先のホテルで優に裸で迫る勢いで告白するも振られてしまう。
以降、しばらくの間、劇中で登場する事がなかったが、新フェス編で優が自分達のフェスに出演交渉する際に連絡を取ったが所属事務所の都合により生駒が主催するフェスに出演する事になった事を告げるも、極秘裏でたまの提案によりヘッジホッグスの2代目ボーカルとして加入を打診され、他の4人からは反発を受けるも、それに怯む事無くたまの代わりではなく自身の姿勢を貫く事で加入が決まる。Blue Wells主催のフェスで優達には天谷から事前に告知される事なくシークレットゲストとしてステージに上り観客を沸かせている。
ヘッジホッグス加入後は氷無小雪として復帰しており、髪型もポニーテールからボブカットに変わっていたが、次回作「ヒットマン」では元のポニーテールに戻っていた。
しかし、シークレットゲストとしてヘッジホッグスのライブに参戦した事で生駒の怒りを買い、生駒主催のフェスの出演を強制的にキャンセルされ、代わりとしてシェリーとヘッジホッグスが生駒主催のフェスに急遽出演する事を条件にラビッツとしてBW主催のフェスに出演するが、そのライブでユッキーの正体が小雪である事を観客に明かし、解散することを宣言してしまった。
碧井とはシェアハウスで出会ったことをきっかけに友人関係となったが、その碧井から“氷無小雪”の楽曲が「女々しいから嫌い」と批判されている一方、ラビッツの音楽性に関しては「攻めてる感じが好き」だと評されている。

### Blue Wells（ブルー ウェルズ）
元々は優に声質を褒められた秋月風夏が半ば強引に結成したヘッジホッグスのコピーバンドが母体となっており、学園祭ライブ後にバンド名がThe fallen moon（ザ・フォールンムーン）としてスタートしたのが始まりだが、ライブハウスデビュー当日に風夏が交通事故により死亡したことで一時解散となったが、紆余曲折を経て風夏の夢と想いを受け継ぐことを決心した優が三笠、那智、沙羅の3人を説得して4人編成で再始動。
その後、ヘッジホッグス主催『SONIC BOOMフェス』でたまの提案による「碧井風夏 with The fallen moon」で反響が良かったことと互いに大きな手ごたえを感じたことから碧井風夏が加入したことでバンド名をBlue Wellsとし再スタートした。
作者によるとバンド名の由来は秋月（fall moon）碧井（Blue Well）とそれぞれ苗字の駄洒落であることを明かしているが、作者曰く「駄洒落に逃げているだけ」とのこと。
なお、アニメ版最終回でThe fallen moonは最上からデビュー案を持ちかけられている。
榛名 優（はるな ゆう）
#榛名優を参照。
碧井 風夏（あおい ふうか）
#碧井風夏を参照。
三笠 真琴（みかさ まこと）
声 - 斉藤壮馬
誕生日 - 2008年3月3日、身長 - 182cm、体重 - 64kg、血液型 - A型。
イギリス系ドイツ人のクォーターの少年。優と風夏のクラスメイトで人気者。また、同性愛者でもあり、周囲にそのことを公言、那智に気のある素振りを見せては嫌がられている。
風夏とは仲がよく、「真琴君」と呼ばれており、たまに買い物に行くほどである。風夏がなにか物足りないと感じているのを見抜く。
家業を継がせたい父親（声 - 杉崎亮）に背き音楽の道を選んだため、勘当。優、沙羅たちと共に高校を中退して4人でシェアハウスに住んでからはバーでピアノの弾き語りの仕事をしている。
街フェスの後、富山にある友美の実家帰省について行く。元々同性愛者であった彼だが、自由奔放な性格の友美に対し恋愛感情を抱くようになり、公園でその気持ちを友美に告白する。以降は周囲からゲイからバイセクシャルとして認知される。
友美との交際後に父親からフェスの件で再び呼び出され、生駒のZミュージックが三笠グループの大事な取引先である事から、フェスとバンドを辞め家業を継ぐ事を強要され、更に殴られてしまった事から激高し、バンドメンバーや周囲のスタッフの夢や目標を守りたい一心から、生まれて初めて父親を殴り返し再び親子関係に亀裂が入ると思われたが、その後父親が息子の実力を様子見したいという理由で匿名でTWINKLING STARのソーシャルファンディングのアカウントに1000万円を寄付している。
現在はBlue Wells（ブルー ウェルズ）のキーボーディストで子供の頃からクラシックピアノを学んでおり、国際ピアノコンクールのジュニア部門で優勝した経験がある。
使用楽器はローランド RD-300NX
那智 一矢（なち かずや）
声 - 興津和幸
誕生日 - 2005年7月9日、身長 - 179cm、体重 - 66kg、血液型 - AB型。
優と風夏の高校の先輩。初登場時は高校3年。陸上部主将として尊敬する秋月大和の娘である風夏を勧誘していたが、逆にバンドに巻き込まれドラム担当、The fallen moonのリーダーとなる。
兄が過去にバンド活動をしていたことやドラムの手伝いをしていたことから自宅のガレージがThe fallen moonの練習スタジオとして利用することになった。高校卒業後は引越しのアルバイトをしながらバンド活動を行っている。
沙羅に対して余計な一言やセクハラまがいの行動を起こすことから度々殴られたり足を踏まれたり散々な扱いを受けている。
恋愛事に鈍く、思ったことを女性が相手でもそのまま発言してしまう為、碧井や沙羅から最低呼ばわりされることもあるが、特に沙羅に対してはトイレットペーパーの使い過ぎであることが活動経費にまで影響が及んでしまった事から食事の際に注意しようとするも、会話をしているウチに勘違いで沙羅に告白されてしまい、結果的に付き合うことになった。
ドラムとしても腕前は師匠である矢矧から一定の腕前は認められつつも、本番では安定しないことが多く矢矧やバンドメンバー、天谷らから厳しく指摘されている。
碧井を加入させる際にThe fallen moonを解散させた張本人であるが、これは秋月風夏の名を冠したバンド名に気まずさを感じた那智なりの碧井への気遣いであったが、バンド名を変えたことが原因で多額の借金を抱えることになり天谷から激怒された。
現在はBlue Wells（ブルー ウェルズ）のドラマーで使用楽器はZENN。
石見 沙羅（いわみ さら）
声 - 小松未可子
誕生日 - 2006年10月12日、身長 - 173cm、体重 - 絶対にヒミツ、血液型 - O型、3サイズ - B92/W61/H90。推定Gカップ
優と風夏の高校の先輩でバンドメンバー。初登場時は高校2年。ギターの腕には自信あり。兄はヘッジホッグスのギターリスト・ヒサシ。
極度の人見知りで多くのバンドやアルバイトをクビになっていたが、実は優とツイッターのフォロワー同士であることが発覚し意気投合、そのまま優達のバンドに加入。
優には恋心を抱いているが恋愛感情を表に出すことはないものの、優が他の女性と共にしていると嫉妬をむき出しにすることもあり、特に碧井が加入してからは恋愛的事情よる加入でないかと何度も問い詰めている。
極度の人見知りからアルバイトも何度もクビになっていたが、番外編ではツンデレメイド喫茶で働いていることが判明、店長からもクーデレっぷりな接客態度が評されている。
街フェスの後、イギリスで西辺の経営するライブハウスに行く事になるが、そこで「Climber's High！」を演奏する事になるが、原曲と違うアレンジに戸惑い、上手く演奏をする事ができなかった。その上西辺のライブハウスでバイトをするリカコの実力を知り、さらに上手くなろうと努力する事を誓った。
那智からは度々「トイレットペーパーの使い過ぎ」席を立つとすぐに「ウンコしに行くのか？」などのセクハラまがいの事を言われる事が多く、その度に殴る、水や熱いお茶をぶっかけるなどの制裁を加えている一方で、山中湖でのレコーディングで間宮と衝突したり、渡英中に西辺のライブパブの客に罵倒されて落ち込んでいる時に那智に相談したり励まされた事で次第に恋心を抱くようになり、那智と二人で食事をする際に那智は「トイレットペーパーの使い過ぎ」で活動経費に影響が出ている事を注意したつもりが会話をしているウチに沙羅の勘違い（所謂勘違いコント的なもの）で那智に告白したことで互いに付き合うことになった。
現在はBlue Wells（ブルー ウェルズ）のギタリストで使用楽器は兄から譲り受けた1976年製ギブソン レスポールデラックスだが、乱暴に扱うこともあり寿から悲鳴を上げられることも。

### ヘッジホッグス（HEDGEHOGS）
とある田舎の高校の軽音部で学校側から強制的に入部させられた当時1年生の多摩レイカ（たま / Vo）と小田ニコルソン武蔵（ニコ / Ba）、軽音部部長でバンドの創始者である3年生の西辺誠（G）の3人により結成したのが始まりとされる。
学園祭ライブ後に石見寿（G）吉野友美（Key）矢矧伸明（Dr）の3人が加入し6人編成として本格的に活動を開始。結成から半年後に市河の紹介で『電光リベリオン』に出場し優勝、同時にメジャーデビューするも演奏技術に限界を感じた西辺が脱退。西辺が残した「Climber's High!」でメジャーデビューを飾るもしばらくは売れること無かったが「星の降る町」のミリオンヒットをキッカケにスターバンドへと駆け上がるも突然活動を休止。
6年のブランクを経て活動再開し海外でもライブを行っていたが、たまの喉の病気により『SONIC BOOMフェス』でのライブを最後に解散。解散後にたまが手術により声帯を失うもBlue Wells主催のフェスでシークレットゲストとして、たまの提案により氷無小雪を新ボーカルとして迎え再結成。最終回ではたまがギタリストとして加入した事が描かれており、瀬尾の次回作『ヒットマン』の第1話で6人編成になってからのヘッジホッグスがゲスト出演している。
バンド名は人恋しいにも関わらず素直になれず尖り続けているニコとたまを見た西辺が「ヤマアラシのジレンマ」を彷彿させていると感じた事から名付けている。
吉野 友美（よしの ともみ）
声 - 日笠陽子
誕生日 - 1月17日、身長 - 159cm、体重 - 50kg、血液型 - B型、3サイズ - B84/W57/H86。
キーボーディスト。ステージネームは「トモ」。活動休止後に大学に行き、卒業後に教員免許を取得し青羽高校の教師として赴任。優や風夏の担任も務めており、優をはじめとする教え子達からは「友美先生」と呼ばれている。教え子の三笠からは「リズムが凄く心地よく、打ち込みじゃない意味がしっかりある」と人間味のある演奏技術を評されている。
風夏達がバンドを結成する際に軽音部を立ち上げようとする際に人数が少ないことを理由に断るも、代わりに矢矧が経営する海の家のアルバイトを紹介。
飲み食いが大好きで酒癖が悪く、優達の海の家の合宿でも寿と矢矧を勢いで優と風夏と強引にセッションさせる話を持ち込んだり、The fallen moonの武道館前座公演では日本のロック史に残るあの台詞を叫び市河から怒られている。
活動再開後は学校を退職。ミュージシャンとしての活動を再開したが解散後は無職となっている。その自由奔放な性格が同性愛者である三笠が“一人の女性として”心惹かれたことで告白され付き合うことになった。
バンド結成当時から活動休止までの間の容姿がショートヘアーにカラーコンタクトを使用していた為、風夏達からは「ヘッジホッグスのトモ」であった事すら気付かれず、優からはバンドのマネージャーと勘違いされた事もあった。
石見 寿（いわみ ひさし）
声 - 平川大輔
誕生日 - 12月6日、身長 - 176cm、体重 - 69kg、血液型 - O型。
ギタリスト。沙羅の実兄。ステージネームは「ヒサ」。活動休止後は「針鼠」というレンタルスタジオを経営。
性格は温厚で優をはじめThe falln moonのメンバーに対しても親身になって相談する一方、厳しく接することもある。
沙羅曰く「ギタリスト、ミュージシャンとしては尊敬しているが兄としては最低」と言わしめるほどセクハラレベルの下ネタを発することが多く、その度に沙羅から殴られている。
バンド活動再開後に一度店を閉めているが解散後に再開、碧井にギターの指導を行っている。
矢矧 伸明（やはぎ のぶあき）
声 - 小野大輔
誕生日 - 5月31日、身長 - 182cm、体重 - 84kg、血液型 - A型。
ドラマー。バンドでのステージネームは「ノブ」、愛称は「ヤッさん」。活動休止後は海の家や楽器屋を経営している。
口調は荒いが世話焼きかつ面倒見の良さから優達からも慕われており、同じドラムの那智は彼の師匠に辺り時折説教を交えたドラムの指導をすることもある。
バンド活動再開後に店を閉めており、解散後は後輩バンドのサポートドラマーとして全国ツアーに参加し、その際に那智をローディーとして雇っている。
ニコ / 小田ニコルソン武蔵（おだ にこるそん むさし）
声 - 中村悠一
誕生日 - 10月16日、身長 - 187cm、体重 - 74kg、血液型 - 不明。
ベーシストでバンドのメインソングライター。普段から口数が少なく表情も殆ど変えること無く無愛想な態度で接してくるものの音楽に対する情熱は強く、ヘッジホッグスのヒット曲の多くは彼が手がけている。
風夏を亡くし精神的ショックを受けた優に対し冷たくあしらう一方、無愛想ながらベーシストとしての優に気にかけている部分もあり、中々上達しない優にベースの弾き方を伝授したりしている。
寿によると過去にどん底に落ちるほどの絶望を味わっていたが、絶望を乗り越えてからいい曲を作る様になったという。
活動休止時に失踪したたまを追いかける為に、学生時代を含めたまと共にすることが多く、周囲からは「さっさと結婚しろ」とまで言われ、碧井からも「早く（たまに）プロポーズして下さい」と言われたこともあったが、最終回でたまと結婚式を挙げている。
たまが声帯を摘出した事で活動出来なくなった事から優を寿の経営するスタジオに呼び出し、未発表の楽曲をその場で演奏しBlue Wellsに提供、優は生駒の圧力によって活動休止状態である事を告げるも、自分の様に失った物（たまの声）さえなければバンド活動は何処でも出来ると檄を飛ばしたことで優がニコの提供した未発表曲を完成させる事を決意させた。
寡黙で無愛想な態度で接する一方、学生時代から読書が趣味でダグラス・クープランドの小説を好んでいる。また、犬が苦手であったり、ラビッツのメンバーが全員女性であると勘違いするといった間の抜けた面もある。
たま / 多摩 レイカ（たま レイカ）
声 - 沼倉愛美
誕生日 - 1月19日、身長 - 165cm、体重 - 54kg、血液型 - A型、3サイズ - B78/W60/H85。
ヘッジホッグスの初代ボーカリスト。6年間喉の治療を理由に失踪していて行方不明となっていたため、ヘッジホッグスの活動休止の原因となっていた。旅先で幼少期のシェリーと出会っており、彼女が歌手を目指すきっかけを作った。
再始動後に武道館公演や海外ツアーを行っていたがヘッジホッグス主催のSONIC BOOMフェスで、自身の体調が優れないことを理由にヘッジホッグス解散の宣言をした。解散後に入院して治療に専念していたものの治療の甲斐なく声帯を摘出したことで歌手としては完全に引退を余儀なくされた。以降は筆談で会話に参加している。
学生時代は周囲から怖がられていた程の不良少女だったが、西辺との出会いをきっかけに音楽に傾倒、その西辺には思いを寄せていた時期もあり、Blue Summerのステージ裏で西辺と再会した際に感極まって涙している。
最終回でニコと結婚、西辺が仲人を務め、後にギタリストとしてヘッジホッグスに再加入した。
西辺 誠（にしべ まこと）
バンドの創始者でありギタリスト。
当時札付きの不良として周囲から避けられていたたまとニコを偏見の目で見ることなく2人の純粋さと人恋しさに目を向けて軽音部に迎え入れバンドを結成した。そうした態度からたまとニコからは時間と共に信頼を得ていたが、活動を続けていくうちに自身の演奏技術やアドリブのセンスに限界を感じメジャーデビュー直前に脱退を決意。脱退後はイギリスに渡英しライブパブ『ヤマアラシ』を経営している。
バンド活動時にグレッチのホワイトファルコンを使用していたが、脱退時にニコに預けてしまうが後にニコと寿の手で碧井に託している。
バンドのメジャーデビュー曲である「Climber's High！」は元々西辺が作詞作曲した曲だが脱退時にニコに歌詞を書くことを薦めたことでメジャーデビュー後のクレジットが「作詞：nico 作曲：WEST GROUND」となっていた。
「空気は読むモンじゃない、作るモンだ」を信条としており、他のメンバーの人生観にも大きく影響を与える事になる。また、駄洒落を好んで使う事も多い。
「Blue Summer」では関係者として帰国し、たまと再会。当初はBlue Wellsをはじめ、たま達と共に関係者として見守っていたが、Blue Wellsのライブでアンコールで碧井達の煽りを受けた事でステージに立つこととなった。
次回作『ヒットマン』でも主人公行き付けのバーの常連客として度々登場しているが、作中ではいつ頃帰国したのかは描かれていない。
モデルとなっているのは本作テレビアニメ版音楽プロデューサーで放送当時フライングドッグに所属していた作曲家WEST GROUND（西辺誠）で、上記の 「空気は読むモンじゃない、作るモンだ」は瀬尾がWEST GROUNDとの酒の席でWEST GROUNDが酔った勢いで叫んだ台詞に感銘を受けたことで劇中の台詞として引用したことを明かしている。
氷無 小雪（ひなし こゆき）
#氷無小雪参照。

### Le-bard （ルバード）
赤城悠河（Vo.&Gt.）伊吹（B）鳴海（Dr）によるスリーピースバンド。
『ヒットマン』第69話にもゲスト出演している。
赤城 悠河（あかぎ ゆうが）
誕生日 - 4月22日、身長 - 181cm、体重 - 62kg、血液型 - B型。
Le-bard（ルバート）のボーカル兼ギター。
その端正なルックスや演奏技術、MCを巧みに使いこなし場を盛り上げることから市河から「ライブが上手い」と評される一方、「客を呼べる奴らが正義」という商業主義的な信条を持つ事から口論になるほどメンバーチェンジも激しく、自身の作詞の内容の多くが客ウケを狙う為に作られた偽りであり、特に大切な人との別れをテーマにしたバラード曲「dear」の歌詞に共感してライブ終了後に楽屋に挨拶しに来た優に対し歌詞の内容が嘘であることや秋月風夏の死について“実話だから羨ましい”“自動的に悲劇というオプションが付いてくる”“売れるための道具”とも取れる不謹慎な発言を口にしたことで優達を激怒させ、対バンの際に優を暴走させる原因を作ってしまう。
「電光リベリオン」では最上に実力を買われ出来レースという形で優勝、その後メジャーデビューを飾り武道館公演を行い一定の人気を獲得していくも年月が経つにつれ似たような音楽性のバンドが増えたことから1000人規模の会場が埋まらないくらい人気が急降下し、事務所からはバンドを解散してソロ活動か俳優をやらないか宣告されているが、現在のメンバーである伊吹と鳴海が一番長く着いてきている事から事務所側の考えに反発している。
メジャーデビュー後も優達とは度々SONIC BOOMフェスや地方でのライブハウスで対バンをすることがあり、Blue Wells主催のフェスにも人気を回復させる為に“踏み台”として参戦を考えていたが、踏み台という言葉を聞いた碧井からは「キミのそんな想いは…私達が全部壊しちゃうかもしれない」と挑発された事でライバルバンドとして改めて参戦を決意した。
碧井とはエフェクターを借したり使い方を教えた事がきっかけで友人兼ライバル関係となっているが、度々優からは嫉妬されることもある。
宮永知沙率いる「Love God」はLe-bardの所属する事務所の先輩に当たる事がメジャーデビュー後の赤城の口から発せられている。

### カナリア
名古屋を中心に週末に活動している社会人ロックバンド。活動初期は最上彰（B）、鈴谷（Vo&G）三隈（Dr）の3ピースバンドとして天谷の事務所に所属していたが、身の丈に合わない大規模なコンサートを実施して失敗した事で多額の借金を抱え、最上以外のメンバーが逃げる様に脱退。その後、最上抜きで再始動し、ベースはサポートメンバーを入れて週末にライブを行っている。
鈴谷（すずや）
カナリアのボーカル兼ギター。普段はコンサートやイベント中心の設営会社に勤務しており、娘が2人いる。
かつて所属していた天谷の事務所に新人バンドがいる事を耳にし、Blue Wellsを自身のボトムライン公演の前座として迎え入れるが、ライブ当日、あまり盛り上がらなかったBlue Wellsに対し天谷の見る目のなさを批判していたが、翌日のライブでThe fallen moon時代の楽曲を解禁したライブを見て考えが変わり、ライブ終了後、ライブのギャラとしてThe fallen moon時代の楽曲を友人であり間宮の弟子でもある多忙の熊野を強引に呼びレコーディングさせた。
その後、天谷の事務所が生駒の圧力によりフェス開催が危うくなっている事を知ると三隈と共に「恩返しをしたい」との理由からカナリアとして、設営スタッフとしてBlue Wells主催のフェスに参戦、後に最上も加わり再びオリジナルメンバーで再結集した。
三隈（みくま）
カナリアのドラマー。普段はバス会社に勤務している。
最上 彰（もがみ あきら）
#最上彰を参照。

### 音楽関係者
市河 哲郎（いちかわ てつろう）
The fallen moonが劇中で最初に出演したライブハウス「To Be or Not To Be」のマスター。
学園祭ライブの風夏の歌唱力に衝撃を受けThe fallen moonをブッキングするも当日に風夏が事故で死亡、代わりに優がボーカルを務めたがその歌唱力を絶賛する一方、バンドに対する期待を寄せているが故に憎まれ口を叩くことが多い。
口が悪い一方で、自信が認めたバンドに対しては対等な立場で接しており、ヘッジホッグスのメンバーからは「オッサン」「ジジイ」呼ばわりされている。
生駒の圧力で干されている中、Blue Wellsにライブをやらないかブッキングをするもライブ当日に生駒の圧力により閉店させられる憂き目にあっている。
柳とは1980年代から1990年代にかけてPAエンジニアとして10万人規模のライブを請け負った戦友でもあり、生駒の圧力と戦うBlue Wellsが主催するフェスに柳と共にPAエンジニアとして参戦している。
天谷 早織（あまや さおり）
誕生日 - 1978年11月19日、身長 - 162cm、体重 - 54kg、血液型 - O型、3サイズ - B99/W62/H100。推定Hカップ
The fallen moon（ザ フォールン ムーン）と碧井風夏が所属する事務所･TWINKLING STAR（トゥウィンクリングスター）の悪名高き女社長。
かつては大手レコード会社でミリオンヒットを多数飛ばす敏腕プロデューサーとして活躍していたが、ヘッジホッグスの音楽性に衝撃を受け上層部に若手の才能をじっくり育てる様に打診するも話が通ること無く失望し、退職して現事務所を立ち上げる。
独立後はバンドに無理難題な悪条件や高額な違約金で多くの若手バンドを潰してきた悪徳社長として噂が広まっており、市河からも警戒されている。
その一方で情に熱い性格の持ち主でもあり、The fallen moonが一定を成功を収めた後は「ヘッジホッグスを超える逸材」として期待を寄せている。
酒癖が非常に悪く、沙羅のことを「ボーカルに華が無いならアンタがなんとかしなさいよね！」と強引に胸を揉んだ挙句、那智や三笠に胸を揉む様に強要することもあった。
妹は『君のいる町』『ヒットマン』の登場人物である漫画家の天谷栞だが、嫌いな物の中に妹の漫画作品を挙げている。
本作では年齢は明かされていなかったが本作最終回から1年後が舞台となる次回作『ヒットマン』登場時点では48歳であったことから本作では45〜46歳辺りであると推測される。
最上 彰（もがみ あきら）
声 - 内匠靖明
誕生日 - 7月4日、身長 - 168cm、体重 - 60kg、血液型 - A型。
音楽プロデューサー。『電光リベリオン』の審査委員長という立場から既に目を付けていたルバードを優勝させる出来レースを行い、このことが優と碧井にバレた際にも「大人はそう言う事をするもの」であると開き直りThe fallen moonが棄権するきっかけを作った。
かつては「カナリア」のベーシストとして天谷早織の事務所に所属していたが、その才能から動員数を増やし続けるも自らの才能を過信し過ぎた故に天谷に無断で大規模なライブをブッキングしてしまい動員に失敗、多額の借金を抱えバンドメンバーから逃げられてしまう。その後は音楽プロデューサーに転身し成功を収め、天谷からの借金を完済。天谷とは現在も親交があり度々The fallen moonおよびBlue Wellsの活動に関する話をすることがある。
プロデューサーとしての眼力や洞察力は高く、『電光リベリオン』では優と碧井がその場でバンドを結成させ、最上がプロデュースする案を打診したが断られてしまう。その後、ヘッジホッグス主催『SONIC BOOM』フェスにおいて「碧井風夏 With The fallen moon」のライブが行われ大盛況に終わった際には「だから言っただろ、初めからそうしろと」と口にしていた。
ベースの腕前は優からは「ニコ以上かもしれない」と評されピック弾き、指弾き、スラップ奏法を得意とする。最上抜きで名古屋での活動を中心に再始動したカナリアのライブで1日だけオリジナルメンバーで再結成し、カナリアの前座として出演していたBlue Wells及び最上と共にしていたLe-bardの面々に格の違いを見せつけた。
優が動画サイトの生配信でBlue Wells主催のフェスを行うことで参加者及び挑戦者を募集、更にカナリアが参加している事を知るなりTwitter上で優にカナリアのメンバーとして参戦する事を決意した。
アニメ版では設定が異なり、寿の友人として風夏だけをスカウトしに来た音楽プロデューサーとして登場している。
日野上 青葉（ひのかみ あおば）
誕生日 - 1月8日、身長 - 156cm、体重 - 47kg、血液型 - O型、3サイズ - B79/W58/H80。推定Cカップ
The fallen moonの最初の熱烈なファンで動画サイトに学園祭ライブをアップロードした張本人であり元バンギャル。The fallen moonのライブ動画を編集した物を無断で配信するも、その才能を天谷社長に評価されThe fallen moonのマネージャーとして雇われる。
作中で正確な年齢は明かされておらずThe fallen moon及びBlue Wellsのメンバーよりは年上ではあるが、年上の威厳が全くなく逆に青葉が敬語で会話をする様になり、特に沙羅からはパシリの様に扱われたりしている。
Twitterを利用して情報を拡散させたり、The fallen mooおよびBlue Wellsのアルバムジャケットをデザインしたり、福岡の「街フェス」で諸事情でBlue Wellsが出られなくなった時に落語で時間稼ぎをしたり、活動資金を得るためにラブホテルで碧井と沙羅のセクシー写真や那智と三笠のBL写真を取ると言った突飛な行動や奇抜なアイデアで意外な才能を発揮し、窮地を凌ぐことがある。
インディーズバンドの追っかけを趣味としていたことからか、メジャーな歌手として活動していた小雪のことを全く知らなかった様で、ラビッツの武道館公演の楽屋においても「優の知り合い」程度の認識しか持っていなかった。
アニメ版第8話でモブとして登場している。
間宮 朱音（まみや あかね）
誕生日 - 2月29日、身長 - 157cm、体重 - 43kg、血液型 - A型、3サイズ - B85/W58/H82。推定カップ
伝説のレコーディングエンジニア。旧姓は早鞆（はやとも）。
かつては天谷と共に多数のミリオンヒットを世に送り出していたが、ヘッジホッグスの「星の降る町」のレコーディングに衝撃を受けたのを機に引退。引退後は一児の母として娘と静かに暮らしていたが天谷からThe fallen moonのレコーディングの依頼をされたことから復活。一切の妥協を許さない姿勢からメンバーと衝突（特に沙羅）するも、レコーディング終了後に遊びで演奏した「Fair Wind」に衝撃を受け、今まで録音した音源を破棄しCDにはその時に演奏された音源が収録されることになった。
葛城 桜（かつらぎ さくら）
誕生日 - 月日、身長 - cm、体重 - kg、血液型 - 型、3サイズ - B/W/H。推定カップ
福岡で開催された街フェスのBlue Wellsのボランティアメンバー。
風夏に姿が似ているため、初めて出会った時は三笠からハグをされたり、沙羅は嬉し涙を流しながら「仲間だと言われて嬉しかった」と言われていた。また、那智からの陸上やってないのか、という質問に対し、「中学の頃少しだけ」と答えており、優からは「何から何までそっくりだ」と思われている。
その正体は、優が転校初日に話しかけられた眼鏡の女子生徒、川畑であった。秋月風夏に憧れており、両親の離婚を機に福岡に移住した後、優を好きにさせ付き合うために彼の過去ツイートを調べ、出会いと思い出が同じになるようにしたが、その結果優と碧井の間に亀裂を作る原因となってしまった。
その後、Blue Wells主催のフェスにボランティアスタッフとして参加し、髪型も変化している。
ノンスタイリッシュ
「電光リベリオン」より登場したロックデュオ。
メンバーは石丸と井口で2人共ボーカルとギターを担当。音楽だけでなくお笑いも得意である事に定評がある。
一方で優率いるThe fallen moonとは電光リベリオン、都心外のライブハウス、SONIC BOOMフェスで共演している。
モデルはお笑いコンビNON STYLEの石田明と井上裕介の2人で、週刊少年マガジン2015年23号で瀬尾作品のファンである井上と瀬尾が対談した事がキッカケで誕生している。
シェリー・ホーネット
誕生日 - 3月16日、身長 - 154cm、体重 - 43kg、血液型 - B型、3サイズ - B84/W56/H86。
ワールドワイドに活躍するアメリカ出身の女性シンガー。
たまたま日本にお忍びで訪れた際にThe fallen moonの学園祭ライブを目撃し、風夏の歌に衝撃を受け風夏から自身の名を「fall moon」とだけ伝えられ、ヘッジホッグス主催のSONIC BOOMフェスに出演する少し前の来日公演のゲネプロでSPから逃げ回っていた際に優と出会い、優を半ば強引に秋葉原や箱根に付き添いとして連れて行く。箱根の温泉に入った際に混浴だと思い込み、ここでも強引に混浴させたがこの際の会話で風夏が亡くなった事実を知らず、一方的に風夏をライバル視する発言を残し去っていった。
SONIC BOOMフェス当日、SPから風夏が事故死した事を知らされると、優の実力でたまに選ばれステージに上がった事を知り、以降は優の事をいちミュージシャンとして認めるようになった。
幼少期は浮気癖の激しい母親に対し絶望に暮れていたが、喉の治療のために渡米していたたまとの出会いをきっかけに歌手を目指し、結果として全米No.1の座を得る。SONIC BOOMフェスでたまと再会した時には感極まって泣き崩れていた。
ブラックカードの持ち主であるにも関わらずSONIC BOOMフェスで出店していた桐島食堂に立ち寄った際には、古典落語の演目『まんじゅうこわい』の様にタダ飯を食おうとして青大から怒られた。
日本のアニメが大好きで、アニメで覚えた日本語も流暢にこなすものの、見ている作品が偏っていることから怪しい日本語も多く、優からどんな作品が好きなのか「大体想像が付く」とまで言わしめた。
その後、たまの見舞いと称してお忍びで来日し、優達の住むシェアハウスの住所を勝手に調べ上げ優と碧井の書いた歌詞を見て中途半端な英歌詞に疑問を覚えた事で2人にネイティヴの英語を教えるという名目で居候する事を決めてしまうが度々碧井と衝突する事もあった。
優が動画サイトの生配信でBlue Wells主催のフェスを行うことで参加者及び挑戦者を募集していたのを知りTwitter上で参戦を決意、それを見た生駒を脅かせている。
望月 一檎（もちづき　いちご）
誕生日 - 8月24日、身長 - 162cm、体重 - 46kg、血液型 - O型、3サイズ - B77/W60/H84。
メジャーデビューしているヘヴィメタルバンド『Colt Python』のボーカリスト。バンドの楽曲の多くは彼女が手がけており専門家からも鬼才と評され、ニコからも「衝動の伝わる歌声」と言わしめるほどの高い評価を得ている。
The fallen moonおよび碧井の音楽性を高く評価する一方、その歌が心に響かないことを指摘。SONIC BOOMフェスではThe fallen moonとほぼ同じ時間帯に別々のステージてライブを行い、動員数で勝利するもThe fallen moonから1000人近い客を奪えなかったことを悔しがっていた。
テンションが上がると「ファック！」と叫ぶ癖がある。
優が動画サイトの生配信でBlue Wells主催のフェスを行うことで参加者及び挑戦者を募集していたのを知り、生駒の圧力を恐れた周囲の反対を押し切り参戦を決意する（一檎曰く「喧嘩を売られた」）。
宮永 知沙（みやなが ちさ）
誕生日：1998年9月13日、星座：おとめ座、身長：150cm、体重：43kg、血液型：AB型、3サイズ：B81/W56/H83、Cカップ。
『君のいる町』の登場人物。本作ではロックバンド「Love God」のボーカル兼ギタリストとして活躍している。
優とはBlue Wellsのツアー中にパーキングエリアで遭遇。バンドメンバーとの友情を大事にする優に対し、バンドは「遊びじゃない」とあくまで仕事であり過去に音楽性の違いによる脱退、バンド内恋愛によるトラブル、使えないメンバーを解雇するなど激しいメンバーチェンジがあったことを明かし、プロとして活動して行く厳しさ問いただした後、Love Godのコンサートチケットを渡し去って行った。
綾波 椛（あやなみ かえで）
誕生日 - 月日、身長 - cm、体重 - kg、血液型 - 型、3サイズ - B/W/H。推定カップ
大阪で医大生として勉強しながらアコースティックギター1本で活動しているシンガーソングライター。母親が亡くなってから実家の串かつ屋を手伝いつつ医者を目指す事を志している。
優が熱を出し面倒を見ていたところ、父親が過労で倒れてしまう。父親の為に2日後のワンマンライブを行わず、音楽をやめようとするが、優から「最後にその思いを曲にするべきじゃないんですか？」と言われ、自分にしか作れない曲を聴かせると決意する。                                                       2日後、自身のワンマンライブの前座として出演したBlue Wellsの「Fair wind」を聴き衝撃を受け、自身も負けじとラストの曲で「オトンの串かつ」を披露する。その曲は青葉や碧井が涙を流すほどであった。父親からも渋々ながらも「まあまあええ曲やったわ」と絶賛され、父親と恋人の秀行の言葉により音楽を続ける事を決意する。
その後、優が動画サイトの生配信でBlue Wells主催のフェスを行うことで参加者及び挑戦者を募集していたのを知り参戦する。交際相手の秀行も勤務先の一つである椛の実家の串かつ屋としてBlue Wells主催のフェスに出店している。
柳（やなぎ）
大阪のライブハウス『ROCKTOWN』のマスター。Blue Wellsの全国ツアー編より登場。
SONIC BOOMフェスの「碧井風夏 With The fallen moon」のライブに衝撃を受け、Blue Wellsをブッキングするも前日に優が高熱で倒れてしまった為に当日のライブで代理に沙羅がベースを弾き、ギターが風夏1人になってしまった為に「音が薄っぺらい」「これでは納得できへん」という理由から椛のワンマンライブの日程に強引に前座としてねじ込み、改めて5人揃ったBlue Wellsの「Fair Wind」聴き絶賛。その後の椛の「オトンの串かつ」にも感動で涙している。
市河とは1980年代から1990年代にかけてPAエンジニアとして10万人規模のライブを請け負った戦友でもあり、生駒の圧力と戦うBlue Wellsが主催するフェスに市河と共にPAエンジニアとして参戦している。
不知火 瞬（しらぬい しゅん）
ロックバンド『FUNBOOK』のボーカリスト。
碧井と同じく静岡出身で過去によく対バンを行う仲であったが、先にメジャーデビューをしており、街フェスで碧井を見かけた際に加入を打診。丁度その頃に碧井が桜との関係で拗れていた為、Blue Wellsを脱退しかけていたが、FUNBOOKのライブ当日に優の乱入により加入の話は無くなり生駒が激怒する中で不知火は観客にショー的なパフォーマンスであると説明する事になってしまった。
生駒からは「ヘッジホッグスを超える逸材」として期待を寄せられているが、作中での扱いは上記の様に碧井加入のライブで優に邪魔をされる、生駒主催の「MUSIC SUMMER 20XX」ではBlue Wells主催「BLUE SUMMER」にシークレットゲストで出演したヘッジホッグスに観客を大きく奪われるなど散々な扱いを受けている。
生駒 智子（いこま ともこ）
FUNBOOKが所属するゼータミュージックの女社長。
音楽業界を牛耳っている絶大的権力の持ち主でその影響力は天谷や最上、ヘッジホッグスのメンバーすら警戒するほど。FUNBOOKの街フェス公演にて碧井が加入する際、ウェブ上で生配信を行っていたが碧井を連れ戻しに乱入した優に碧井加入のショーを邪魔をされ、恥をかかされたとしてBlue Wellsに圧力をかけ音楽業界から干してしまう。
Blue Wellsが再始動した際にもあらゆる手を使って圧力をかけ続けた事からSNS上で大炎上するも怯む事無く嫌がらせを続け、Blue Wellsがフェスを主催する際にも同日にゼータミュージック主催の大規模フェスをぶつけると言った大人気の無さが目立ち、三笠の父親とはビジネス上の付き合いがある事から息子の性的趣向を世間体にバラそうと脅した事もあった。
フェス当日にBlue Wells側のフェスを妨害しようと工作員を送り込み、Blue Wellsの演奏中に電源ケーブルを断線するも青葉と天谷に見つかり失敗、フェス終了後に背信行為があったとして社長解任となる。
リカコ
西辺の経営するライブパブ「ヤマアラシ」でアルバイトとして働いている日本人とアメリカ人のハーフの女性。西辺からは「チャンリー」と呼ばれていることから中国人と勘違いされることがある。
普段はヤマアラシのウェイトレスとして働いており、時折客からのリクエストに答えてギターを演奏することもあるが、その実力は沙羅を脅かすほどで沙羅を大きく刺激させるきっかけを作った。
モデルはテレビアニメ版で秋月風夏役を演じた声優のLynn。

### 主要人物の家族
榛名 麻耶（はるな まや）
声 - 高橋美佳子
誕生日 - 11月8日、身長 - 159cm、体重 - 47kg、血液型 - O型、3サイズ - B81/W58/H84。推定Dカップ
優の長姉、榛名家の長女。東京の広告代理店で働いているOL。優のことは「優くん」と呼ぶ。温厚な性格。
榛名 響（はるな ひびき）
声 - 大西沙織
誕生日 - 6月16日、身長 - 161cm、体重 - ヒミツ、血液型 - B型、3サイズ - B83/W59/H85。推定Dカップ
優の次姉、榛名家の次女。東京の大学に通っている。学園祭ライブで優にビール瓶を投げようとした男性を殴って止めており、頼りになる一面を見せた。優のことは「優」と呼ぶ。眼鏡をかけている。冷静な性格。
そのビール瓶を投げた堂林とは何故か交際することとなってしまい、堂林は学園祭ライブ以降Blue Wellsのファンになっており、優に謝罪し生駒が圧力かけている事実を知るとTwitter上に生駒の悪行を拡散し炎上させるキッカケを作っている。
榛名 知歳（はるな ちとせ）
声 - 本渡楓
誕生日 - 2009年11月29日、身長 - 149cm、体重 - ヒミツ、血液型 - B型、3サイズ - 絶対ヒミツ。
優の妹、榛名家の末妹。中学2年生。一人称は「知歳」で、優のことは「優兄」と呼ぶ。無邪気だが泣き虫。
三笠 実琴（みかさ みこと）
声 - 鈴木絵理
真琴の双子の妹。優に兄をもう1度音楽の世界に連れ戻してくれたことを感謝していたのと同時に、想像よりステキな人だと発言していた。
秋月 涼風（あきつき すずか）
声 - 三橋加奈子
誕生日 - 1988年6月1日、身長 - 165cm、体重 - 50kg、血液型 - B型、3サイズ - B83/W58/H83。推定Dカップ
風夏の母。『涼風』のヒロイン。旧姓は朝比奈。本作本編での初登場時の年齢は36歳。
本編では風夏の墓で優と出会い、風夏の作っていた「for you 」のCDを誕生日プレゼントとして優に差し出す。The fallen moonの武道館公演（前座）で大和、春風の3人と共に訪れており、風夏の幻影に涙するシーンが描かれている。二度目の登場時には風夏の事故死には碧井の父が関わっていることを明かした。
秋月 大和（あきつき やまと）
声 - 中村太亮
誕生日 - 1988年7月30日、身長 - 178cm、体重 - 68kg、血液型 - O型。
風夏の父。『涼風』の主人公。本作本編での初登場時の年齢は36歳。
本作では番外編で世界陸上で銀メダルを獲得したことや、世界陸上のテーマソングを手がけたヘッジホッグスのメンバーであるノブとヒサシが大和の大ファンであることが明かされている。また、神社で桜井萌果と再会した際に写真週刊誌に「銀メダリスト秋月大和 夜は最速で金メダル!?」などと不倫疑惑の記事を書かれたことからマスコミ嫌いとなっている。
本編では風夏の葬式でマスコミから泣いている姿を記事にしようと執拗に迫られていたが泣き顔を見せることはなかったことがマスコミの口から明かされていたが、The fallen moonの武道館公演（前座）で涼風、春風の3人と共に訪れており、風夏の幻影に涙するシーンが描かれている。
その後もBlue Wellsのことを亡き娘である風夏が作ったバンドということもあって陰ながら応援しており、全メディアが生駒から圧力がかけられている中、スポーツキャスターとして出演した生放送中のスポーツ番組でプロデューサーからNGを出されてしまうことを承知で優達にエールを送っている。
秋月 春風（あきつき はるか）
声 - 大和田仁美
風夏の妹。秋月大和・涼風夫妻の第2子で次女。
碧井 文太（あおい ぶんた）
声 - 上別府仁資
碧井風夏の父。妻とは碧井風夏が4歳の頃に心臓の病気で死別。以降は男手一つで育ててきた。
秋月風夏をトラックで轢いた張本人であり、娘にはその責任を負わせたくないと考えていることから、秋月風夏の死亡後に精神的なショックで引きこもっていた碧井風夏が音楽をキッカケに立ち直って東京で音楽をやることに喜んでいた。
優が対面した際に恋人である秋月風夏を殺した本人を目の前に激高しそうになるも、涼風から「二人は悪くない」と聞かされていたことで感情を押し殺していたが、秋月風夏を自らの手で死なせてしまったことに関して「一生の償い」としてこの先どんな目に遭おうとも全てを受け入れると発言している。

### その他・過去作の登場人物
桜井 萌果（さくらい ほのか）
『涼風』の登場人物でかつての大和の元恋人。
本作では番外編で女優になっていることが明かされており、代表作に「成増巫女ストーリー2」がある。
アニメ版第9話で優と小雪が立ち寄った飲食店で彼女のサイン色紙が飾られていた。
藤川 美穂（ふじかわ みほ）
声 - 明坂聡美
『涼風』の登場人物で風夏の従叔母。
本作では風夏が住んでいるハイツ旭湯の大家となっており、母親の綾乃、愛猫のゴロちゃんと住んでいる。
宮本 総一（みやもと そういち）
声 - 前田剛
『涼風』の登場人物。
本作では東都大学の陸上コーチを務めており、高校卒業を目前に控えていた那智が宮本の指導を受けていたが、那智がバンド活動を優先することで最終的に大学入学を断られてしまう。
桐島 青大（きりしま はると）
『君のいる町』の主人公。
本作ではヘッジホッグス主催のSONIC BOOMフェスで桐島食堂の屋台を出店、番外編ではSONIC BOOMフェスでのシェリー・ホーネットに料理を振る舞う様子が描かれている。
SONIC BOOMフェスでの売上1位を記録する一方で「碧井風夏 With The fallen moon」に客を一気に取られた事が悔しかった様で、椛の交際相手である秀行を通じてサングリー時代の上司であった安達の依頼でBlue Wells主催のフェスに出店している。
桐島 柚希（きりしま ゆずき）
声 - 中島愛
『君のいる町』のヒロインで青大の妻。旧姓は枝葉。本作での初登場時31歳。
本作では夫である青大がSONIC BOOMフェスで出店している桐島食堂の手伝いとして登場。その後BLUE SUMMER FESで桐島食堂が出店された際にも妹の凛と共に手伝いとして参戦している。
アニメ版では第9話でゲスト出演している。
長門 未沙（ながと みさ）
『君のいる街』の登場人物。本作ではスポーツ記者及びエンタメ系を中心とするキャスターとして番外編で大和の銀メダル獲得時のインタビュー、シェリー・ホーネットの来日、大和とのスポーツ・エンタメ番組のキャスターとして度々登場している。
空想委員会（くうそういいんかい）
実在するロックバンド。本作では矢矧の後輩という設定で登場。
KIMIKA（きみか）
実在の人物で、SHOWROOMのコラボレーション企画「リアル風夏を探せ！ 漫画作中デビュー×地上波EDテーマオーディション」優勝者。Blue Summer Fesの出演者として登場。

## 用語

### 舞台
青羽高校
秋月風夏、優、三笠、沙羅、那智、桜がそれぞれ生徒として通い、友美が教員として勤務している東京の高等学校。
ハイツ旭湯
『涼風』『君のいる町』にも登場したスーパー銭湯兼レディースマンション。
本作では秋月風夏がかつて父親である大和が住んでいた301号室に親元を離れて1人で住んでおり、銭湯には碧井風夏や小雪も訪れた事があった。
テレビアニメ版では風夏だけでなく秋月家全員でこのマンションに住んでいる。
武道館
本作では多くのアーティストやバンドが目標としている会場として扱われており、ヘッジホッグスも何度か武道館公演を行っている。
秋月風夏がThe fallen moonとして武道館のステージに立つ事が夢であると亡くなる直前に優のスマートフォンの留守番電話に残していた事から、風夏の死後、活動休止状態だったThe fallen moonを再始動させるキッカケにもなっており、後にラビッツの前座として風夏の幻影と共に武道館のステージで演奏している。
電光リベリオン
10代限定フェス。優勝者には賞金100万円とメジャーデビューする権利が得られ、第1回目で出場したヘッジホッグスが優勝しメジャーデビューしている。
The fallen moon、碧井風夏率いるOther side of the wall、ラビッツらが出場している。
モデルとなっているのは閃光ライオット。
SONIC BOOM FES
山中湖で行われたヘッジホッグス主催による大型フェス。出演アーティストは作中で確認されているだけでヘッジホッグス、ルバード、コルトパイソン、ラビッツ、シェリー・ホーネット、ノンスタイリッシュ、The fallen moon、碧井風夏くらいで、その他名前のみなら妄想生徒会、Alexanderia、よだれが確認されている。
ステージは3つ用意されており、ヘッジホッグスやシェリーの様なメジャー級アーティストはレイクサイドステージ、中堅アーティストにはマウントフジステージ、The fallen moonや碧井風夏ら新人アーティストにはフォレストステージがそれぞれ用意されているが、The fallen moon、碧井風夏らのライブ後にたまの提案で前日に急遽決まった「碧井風夏 With The fallen moon」の即席ライブでは新たにウォーターフロントステージという湖近くの小型ステージが用意され、そのライブで1万人近い動員数を記録した。
モデルとなっているフェスは本作とコラボレーションしたSWEET LOVE SHOWER。
街フェス
全国ツアー編より登場した福岡で行われた街中のライブハウスで出演バンドが一斉にライブを行う形式のフェス。人気投票で1位になったバンドには九州中のCDショップに特設コーナーを設ける権利が与えられる。
作中で確認されている出演バンドはルバート、ラビッツ、コルトパイソン、FUNBOOK、Blue Wells。

### 楽曲
Fair Wind
The fallen moon及びBlue Wellsの楽曲。秋月風夏の死後、解散状態に陥っていたThe fallen moonを再始動する為に作詞作曲の知識すら無かった優が初期衝動で作詞作曲した最初のオリジナル曲。
原作とテレビアニメ版とは誕生経緯が若干異なっており、原作では優が歌メロとベースラインを初期衝動と作った物を那智、三笠、沙羅の前でその場で歌い演奏したが酷評されてしまい、それでも諦め切れなかった優を見て同情した3人が渋々編曲に加わり、試しにセッションをしたところ、上手くいった事からバンドが再結集している。
碧井や青葉が彼らの楽曲の中で「Fair Wind」を最も好んでおり、碧井に至ってはソロ活動時にライブで何度もカヴァーしていた。
テレビアニメ版では優が作詞作曲するところは同じだが、DAWを使って作曲し、那智、三笠、沙羅、一度脱退した風夏を呼び戻すためにデモCDを渡し、その後風夏以外の4人で完成させ、ライブで披露した。
for you
The fallen moon及びBlue Wellsの楽曲。秋月風夏が生前遺した楽曲で、こちらも原作とアニメでは誕生経緯が異なっている。
原作では作詞は秋月風夏と榛名優で、風夏が遺した物は鼻歌程度の歌メロと1番の歌詞だけが収められていたCD-Rを涼風が優に手渡しているが、スマートフォンすら所持していなかった風夏がどの様に音源を遺していたかは作中では明かされていない。また、歌詞も1番のみを遺して亡くなってしまったこともあり2番以降は優が作詞しており、歌詞の内容は風夏が遺した箇所は優に向けたラブレターで、2番以降は優が風夏に捧げる最初で最後のラブソングとして歌詞を書き上げている。デモに遺された原曲も歌メロのみであったことから沙羅からは曲のイメージが分からなくアレンジに苦労したとの発言もある。初披露はラビッツの武道館公演の前座で、この際に風夏の幻影と共にステージ上がって披露している。
テレビアニメ版ではPCMレコーダーを使って鼻歌で作曲しているシーンが挿入されており、作詞作曲も秋月風夏が担当し、Fair Windより先に披露している。
&You
「全国ツアー編」の福岡公演で初披露されたBlue Wellsの楽曲。作詞作曲は榛名優。
作中で数少ない歌詞が登場している楽曲で、秋月風夏との出会いと永遠の別れから碧井風夏との出会いと告白をテーマにしたラブソングである。
Wings of light
Blue Wellsの楽曲ではあるが、元々はニコがヘッジホッグス用に作曲した楽曲。
ヘッジホッグス再結集後に作曲したと思われるが、たまが手術により声帯を摘出して解散してしまったこともあり、たまの見舞いに訪れた優にベースラインのみを託すことになる。
しかし、肝心の楽曲がスラップ奏法から始まる楽曲である事や、各メンバーの編曲センスや演奏技術にも限界を感じていたことから、それぞれが修行の旅に出るキッカケとなっていた。
それぞれのメンバーの武者修行の旅が終わった後にライブ配信で初披露している。
終盤で歌詞が登場し、上記の通り完結記念で「Wings of light」が実際に制作された為、原作者である瀬尾が作詞を担当し、最終回では演出の一部として歌詞が使用された。
星の降る町
ヘッジホッグスのバラード曲にしてバンドの代表曲。作詞は劇中で明かされていないが作曲はニコが手がけている。
作中の登場人物に大きな影響を与えており、小雪が歌手を目指すキッカケになったり、レコーディングエンジニアとして参加していた間宮朱音がこの曲に衝撃を受けて一度引退を決意している。秋月大和が出場した世界陸上のテーマソングとして起用されていた事から大ヒットし、バンドがカリスマ的な存在なった楽曲でもある。
Climber's High!
ヘッジホッグスのメジャーデビュー曲。作曲はバンドの創始者である西辺によるものだが、寿、ノブ、友美が加入してからは3人がそれぞれにアレンジを加えた事で自身の才能に限界を感じ、脱退する原因にもなってしまう。
西辺脱退後にメジャーデビュー曲として世に出る際に作曲がWEST GROUND名義になっている。作詞は西辺の薦めによりニコが担当。たま在籍時のラストライブの最後の曲でもあった。
テレビアニメ版ではOP主題歌として使われていたが、劇中でヘッジホッグスが演奏しているシーンはなく、The fallen moonによるカヴァーが使われていた。

### その他
うさ宗
前作『君のいる町』から登場しているウサギ型のキャラクター
前作では宮永知沙が集めていたぬいぐるみとして登場していたが、本作では榛名優と秋月風夏、碧井風夏を結ぶ重要なキーアイテム（キーホルダー）として登場している。

## 書誌情報

### 単行本
- 瀬尾公治『風夏』講談社〈講談社コミックス〉、全20巻
  1. 2014年5月16日発行（同日発売[59]）、ISBN 978-4-06-395086-1
  2. 2014年7月17日発行（同日発売[60]）、ISBN 978-4-06-395133-2
  3. 2014年10月17日発行（同日発売[61]）、ISBN 978-4-06-395223-0
  4. 2014年12月17日発行（同日発売[62]）、ISBN 978-4-06-395272-8
  5. 2015年2月17日発行（同日発売[63]）、ISBN 978-4-06-395320-6
  6. 2015年5月15日発行（同日発売[64]）、ISBN 978-4-06-395397-8
  7. 2015年7月17日発行（同日発売[65]）、ISBN 978-4-06-395439-5
  8. 2015年10月16日発行（同日発売[66]）、ISBN 978-4-06-395517-0
  9. 2015年12月17日発行（同日発売[67]）、ISBN 978-4-06-395564-4
  10. 2016年3月17日発行（同日発売[68]）、ISBN 978-4-06-395619-1
  11. 2016年5月17日発行（同日発売[69]）、ISBN 978-4-06-395671-9
  12. 2016年8月17日発行（同日発売[70]）、ISBN 978-4-06-395732-7
  13. 2016年12月16日発行（同日発売[71]）、ISBN 978-4-06-395825-6
  14. 2017年1月17日発行（同日発売[72]）、ISBN 978-4-06-395851-5
  15. 2017年3月17日発行（同日発売[73]）、ISBN 978-4-06-395892-8
  16. 2017年6月16日発行（同日発売[74]）、ISBN 978-4-06-395960-4
  17. 2017年9月15日発行（同日発売[75]）、ISBN 978-4-06-510190-2
  18. 2017年11月17日発行（同日発売[76]）、ISBN 978-4-06-510369-2
  19. 2018年2月16日発行（同日発売[77]）、ISBN 978-4-06-510973-1
  20. 2018年4月17日発行（同日発売[78]）、ISBN 978-4-06-511242-7

### ファンブック
- 『風夏 涼風 君のいる町 公式ファンブック ゴールデンベスト』2016年12月16日発売[79]、ISBN 978-4-06-393133-4
- 『風夏 ヤっちゃう！？ ヒロインとの妄想初体験 SPECIAL EDITION』 2018年4月13日（電子書籍版）[80]、2018年4月17日発売[81]、ISBN 978-4-06-511275-5

### アニメ関連
- 風夏 TVアニメ設定資料集（ディオメディア 2017年9月14日発売） ASIN B0751KQ7X2

## テレビアニメ
2016年8月にテレビアニメ化が発表され、2017年1月より3月までMBS・TOKYO MX・BS11・WOWOWプライム・広島テレビにて放送された。
アニメ版では1クールに収めるため、8話以降はオリジナル展開になっている。例として原作では、秋月風夏はトラックに轢かれ死亡したが、アニメ版では轢かれずに初ライブを成功させ、この時点で「for you」が完成されており、最終話のライブでは「Fair Wind」が披露され、秋月風夏と優が相思相愛になりエンディングを迎える。また、風夏生存の時点で最上が登場したり、第9話のAパートでは優と小雪のデートがオリジナルストーリーとして挿入されている。

### スタッフ
- 原作 - 瀬尾公治
- 監督 - 草川啓造[15]
- シリーズ構成 - 朱白あおい[15]
- キャラクターデザイン・総作画監督 - 本多美乃[15]
- 総作画監督（第2話 - ） - 石川雅一、井出直美、松本麻友子
- 美術設定 - 高橋麻穂[15]
- 美術監督 - 松下佳香[15]
- 色彩設計 - 小川由美香[15]
- 撮影監督 - 伊藤康行[15]
- 背景 - ちゅーりっぷ[15]
- LO監修 - 益田賢治[15]
- CGIディレクター - 梅村浩子（第3話 - ）
- 編集 - 岡祐司
- 音響監督 - 明田川仁[15]
- 音楽 - 伊賀拓郎 / WEST GROUND[15]
- 音楽制作 - フライングドッグ[15]
- 音楽プロデューサー - 西辺誠
- チーフプロデューサー - 川瀬浩平、立石謙介、丸山博雄、金庭こず恵
- プロデューサー - 飯田郁乃、福田順、遠藤哲哉、相島豪太、飯塚寿雄、福田正夫、前田俊博、田中葉子、遠藤裕
- アニメーションプロデューサー - 天野翔太
- アニメーション制作 - ディオメディア[15]
- 製作 - 「風夏」製作委員会

### 主題歌

#### OP・ED
「Climber's High!」
沼倉愛美によるオープニングテーマ。作詞は瀬尾公治、作曲はWEST GROUND、編曲はSho from MY FIRST STORY。
「ワタシノセカイ」
中島愛によるエンディングテーマ。作詞は瀬尾公治、作曲は秋浦智裕、編曲はWEST GROUND。
「雪花火」
「ワタシノセカイ」に代わって第6話でのみ使用された氷無小雪（早見沙織）によるエンディングテーマ。作詞・作曲は川嶋あい、編曲は伊賀拓郎。

#### 挿入歌
「MEMORIES」
第1話、第2話で使用。作詞・作曲は川嶋あい、編曲は伊賀拓郎、伊藤直樹、歌は氷無小雪（早見沙織）。
「星の降る町」
第2話、第8話、第10話で使用。作詞は瀬尾公治、作曲はWEST GROUND、編曲はSHO from MY FIRST STORY。歌は話数によって異なり、第2話はたま（沼倉愛美）、第8話は秋月風夏（Lynn）と氷無小雪（早見沙織）、第10話は秋月風夏（Lynn）。
「Climber's High!」
第4話、第5話、第7話、第8話、第10話、第12話で使用。OPと同じ楽曲で、歌は秋月風夏（Lynn）。
「for you」
第10話、第12話で使用。作詞はezora、作曲はWEST GROUND、編曲はSHO from MY FIRST STORY、歌は秋月風夏（Lynn）。
「もっと一緒」
第11話で使用。作詞・編曲は伊藤直樹、作曲はWEST GROUND、歌は秋月風夏（Lynn）。
原曲は沼倉愛美の「Climber's High!」に収録されたカップリング曲。なお、Lynnが歌ったバージョンはサウンドコレクションにも収録されていない。
「Fair wind」
第12話で使用。作詞はezora、作曲はWEST GROUND、編曲はSHO from MY FIRST STORY、歌は秋月風夏（Lynn）。

### 各話リスト
| 話数 | サブタイトル     | 脚本       | コンテ                            | 演出                       | 作画監督 |
| ---- | ---------------- | ---------- | --------------------------------- | -------------------------- | --- |
| #1   | 風夏！           | 朱白あおい | 草川啓造                          | 水本葉月 久慈悟郎          | 福田佳太、槙田路子、野村治嘉、石丸史典 久留米東、小澤円、是本晶、Lee Duk Ho                                                                  |
| #2   | はばたけ！       | 朱白あおい | 渡邉哲哉                          | 村上勉                     | 井畑翔太、小川茜、王國年、槙田路子 福田佳太、望月俊平、野村治嘉、石丸史典 管振宇、李少雷、澤木巳登理、YU BONGHYUN                            |
| #3   | トライアングル！ | 朱白あおい | 山田浩之                          | 小野歩                     | 加藤弘将、小川茜、徳永さやか、望月俊平、福田佳太 福島秀機、大村将司、森悦史、南伸一郎 徳田夢之介、武内啓、櫻井拓郎、関本美穂                 |
| #4   | ライブ！         | 朱白あおい | 福冨博 尋田耕輔 久慈悟郎 水本葉月 | 尋田耕輔                   | Lee Duk Ho、小川茜、福田佳太 槙田路子、野村治嘉、石丸史典                                                                                    |
| #5   | 仲間！           | 朱白あおい | 大町生 水本葉月 胡蝶蘭あげは      | 胡蝶蘭あげは               | 加藤弘将、徳永さやか、小川茜、望月俊平、大村将司 福田佳太、石丸史典、野村治嘉、小澤円、管振宇 李少雷、YU BONGHYUN、Park Jaeseok、Park Sangho |
| #6   | 氷無小雪         | 朱白あおい | 山田浩之                          | 安藤貴史 小野歩            | 加藤弘将、小川茜、望月俊平、福田佳太 石丸史典、野村治嘉、飯塚葉子、門智昭 櫻井拓郎、鳥山冬美、七荻弐夜                                       |
| #7   | 大炎上！         | 待田堂子   | ひいろゆきな                      | ひいろゆきな               | 加藤弘将、望月俊平、徳永さやか、野村治嘉、石丸史典 槙田路子、大村将司、小澤円、Lee Duk Ho、Yu Min Zi                                         |
| #8   | トップ！         | 朱白あおい | 大町生 井畑翔太                   | 井畑翔太                   | 加藤弘将、徳永さやか、小川茜、望月俊平、福田佳太 石丸史典、野村治嘉、小澤円、久留米東、Lee Duk Ho                                            |
| #9   | デート！         | 待田堂子   | 山田浩之                          | 左藤洋二                   | 加藤弘将、小川茜、望月俊平、徳永さやか 槙田路子、福田佳太、野村治嘉、石丸史典 大村将司、本多辰雄、小澤円                                     |
| #10  | 運命             | 待田堂子   | 久慈悟郎                          | 久慈悟郎                   | 加藤弘将、徳永さやか、小川茜、望月俊平 福田佳太、石丸史典、野村治嘉、槙田路子 小澤円、井畑翔太、久留米東、Lee Duk Ho                         |
| #11  | バンド           | 待田堂子   | 玉木慎吾 稲垣隆行                 | 水本葉月 尋田耕輔 久慈悟郎 | 加藤弘将、徳永さやか、小川茜、望月俊平、福田佳太 石丸史典、野村治嘉、槙田路子、大村将司 川島尚、丸山修二、陣内美帆、小澤円                   |
| #12  | Fair wind        | 朱白あおい | 大町生 草川啓造                   | 胡蝶蘭あげは 草川啓造      | 加藤弘将、徳永さやか、小川茜、望月俊平 福田佳太、石丸史典、野村治嘉、槙田路子 井畑翔太、丸山修二、本田辰雄、小澤円                           |

### 放送局
| 放送期間               | 放送時間                     | 放送局        | 対象地域   | 備考                                                                                                 |
| ---------------------- | ---------------------------- | ------------- | ---------- | --- |
| 2017年1月6日 - 3月24日 | 金曜 22:30 - 23:00           | WOWOWプライム | 日本全域   | 製作参加 / BS/CS放送 『アニメプレミア』枠 / リピート放送あり 初回は22:00から2話連続放送 3月3日は休止 |
| 2017年1月7日 - 3月25日 | 土曜 22:00 - 22:30           | TOKYO MX      | 東京都     | |
| 2017年1月8日 - 3月26日 | 日曜 1:58 - 2:28（土曜深夜） | 毎日放送      | 近畿広域圏 | 『アニメシャワー』第1部 / 製作参加                                                                   |
| 2017年1月9日 - 3月27日 | 月曜 0:00 - 0:30（日曜深夜） | BS11          | 日本全域   | BS放送 / 『ANIME+』枠                                                                                |
|                        | 月曜 2:25 - 2:55（日曜深夜） | 広島テレビ    | 広島県     | 作者の出身地                                                                                         |

| 配信開始日   | 配信時間        | 配信サイト                                          |
| ------------ | --------------- | --------------------------------------------------- |
| 2017年1月8日 | 日曜 12:00 更新 | WOWOWメンバーズオンデマンド / MBS動画イズム / GYAO! |

| 配信期間               | 配信時間        | 配信サイト   | 対象地域 | 備考                             |
| ---------------------- | --------------- | ------------ | -------- | -------------------------------- |
| 2017年1月6日 - 3月24日 | 金曜 22:30 更新 | ビリビリ動画 | 中国大陸 | 中国語（簡体字）字幕あり         |
|                        |                 | PPTV         | 中国大陸 | 中国語（簡体字）字幕あり         |
|                        |                 | iQIYI        | 中国大陸 | 中国語（簡体字）と日本語字幕あり |

### BD / DVD
| 巻 | 発売日        | 収録話          | 規格品番   | 規格品番   |
| 巻 | 発売日        | 収録話          | BD初回版   | DVD初回版  |
| -- | ------------- | --------------- | ---------- | ---------- |
| 1  | 2017年3月29日 | 第1話 - 第2話   | 1000640880 | 1000640959 |
| 2  | 2017年4月26日 | 第3話 - 第4話   | 1000640882 | 1000640960 |
| 3  | 2017年5月24日 | 第5話 - 第6話   | 1000640885 | 1000640961 |
| 4  | 2017年6月28日 | 第7話 - 第8話   | 1000640956 | 1000640962 |
| 5  | 2017年7月26日 | 第9話 - 第10話  | 1000640957 | 1000640963 |
| 6  | 2017年8月23日 | 第11話 - 第12話 | 1000640958 | 1000640964 |

### CD
- 「TVアニメ「風夏」サウンドコレクション」(VTCL-60446)
  - 2017年3月15日発売　本編で使用された挿入歌と劇中曲のオリジナル・サウンドトラック
  - 【挿入歌】M1 - 4歌：風夏（CV：Lynn）、M5 - 7歌：氷無小雪(CV:早見沙織)、【劇伴曲】M8 - 34作曲：伊賀拓郎

  1. Climber’s High! The fallen moon ver.
  2. 星の降る町 The fallen moon ver.
  3. for you
  4. Fair wind
  5. MEMORIES
  6. 雪花火
  7. 雪花火 TV size Piano ver.
  8. 穏やかに過ぎる時間
  9. 風が吹く
  10. 交差点の出会い
  11. 一息ついて
  12. ほのぼの
  13. ひとりぼっち
  14. 爽風
  15. 先行き不安
  16. 伝う涙
  17. 三笠の想い
  18. 手を伸ばす先へ
  19. 揺れる心
  20. 近づく声
  21. 静かに
  22. ガレージ練習
  23. 勤労！
  24. 何でこんな目に！
  25. 届かない想い
  26. 沙羅先輩も！
  27. 画面と対面、意思疎通
  28. トホホ
  29. 優しさ
  30. 予想外の展開
  31. 揺れる心Ⅱ
  32. 乙女心
  33. こみ上げる想い
  34. 吹き抜ける風

| 毎日放送 アニメシャワー 第1部                   | 毎日放送 アニメシャワー 第1部 | 毎日放送 アニメシャワー 第1部 |
| 前番組                                          | 番組名                        | 次番組                        |
| ----------------------------------------------- | ----------------------------- | ----------------------------- |
| うたの☆プリンスさまっ♪ マジLOVEレジェンドスター | 風夏                          | 進撃の巨人 Season 2           |
| WOWOWプライム アニメプレミア                    |                               |                               |
| 文豪ストレイドッグス（第2クール）               | 風夏                          | ベルセルク (次篇)             |